# اختاپودی
اختاپودی (به فرانسوی: Oktapodi)یک فیلم کوتاه پویانمایی محصول سال ۲۰۰۷ فرانسه است. این فیلم مربوط به یک جفت عشق اختاپوس است که از طریق یک سری از رویدادهای طنز از هم جدا می‌شوند و باید یکدیگر را پیدا کنند. اختاپودی به کارگردانی جولیان بوکابیل، فرانسوا-خاویر چانیوکس، الیویه دلابر، تیری مارتند، کوئنتین مارمیر و عمود مخبری انجام شد.
اختاپودی با استقبال خوبی مواجه شد و جوایز متعددی را کسب کرد و همچنین نامزد دریافت جایزه اسکار بهترین پویانمایی کوتاه برای ۸۱مین جوایز اسکار شد.

## طرح
دو اختاپوس با یک آشپز رستوران سرسخت، در خیابان‌های یک شهر ساحلی در یونان برای زندگی خود می‌جنگند و فرار می‌کنند.

## جوایز و نامزدها
| جایزه                                      | دسته‌بندی                              | برنده / نامزد                 | نتیجه |
| ------------------------------------------ | ------------------------------------- | ----------------------------- | ----- |
| جوایز آکادمی                               | فیلم کوتاه (انیمیشن)                  | عمود مخبری و تیری مارتند      | نامزد |
| آنیما موندی                                | بهترین انیمیشن شخصیت                  | گوبلینز، لکول د لیماژ، فرانسه | برنده |
| انیواو!                                    | بهترین انیمیشن شخصیت                  | گوبلینز، لکول د لیماژ، فرانسه | برنده |
| جشنواره بین‌المللی فیلم انیمیشن آنسی        | جایزه کانال + خانواده (فیلم دانشجویی) | جولیان بوکابیل                | برنده |
| جشنواره بین‌المللی فیلم دانشجویی کازابلانکا | بهترین فیلم انیمیشن                   | جولیان بوکابیل                | برنده |
| جشنواره بین‌المللی انیمیشن هیروشیما         | جایزه ویژه داوران بین‌المللی           | گوبلینز، لکول د لیماژ، فرانسه | برنده |
| نگارگر                                     | بهترین نمایش                          | گوبلینز، لکول د لیماژ، فرانسه | برنده |
| نگارگر                                     | جایزه مخاطبان                         | گوبلینز، لکول د لیماژ، فرانسه | برنده |
| جشنواره جهانی فیلمهای متحرک زاگرب          | جایزه هیئت داوران کودکان - بخش ویژه   | جولیان بوکابیل                | برنده |